# Алкок, Генри
Генри Алкок (англ. Henry Alcock; 14 октября 1886 года ― 26 апреля 1948 года) ― британский историк. Первый профессор кафедры истории нового времени Квинслендского университета и один из основателей Исторического общества Квинсленда. 

## Биография

### Ранние годы
Генри Алкок родился в городе Бат, Англия, в 1888 году.  Учился в колледже короля Эдуарда VI в Бате и колледже Магдалины в Оксфорде. Получил диплом бакалавра современной истории с отличием в 1908 году и  степень магистра ― в 1911 году.

### Карьера
Алкок преподавал в колледже Теттенхолл в Стаффордшире, а затем в течение двух лет занимал должность директора гимназии Кендалла Переехал в Австралию и в 1912 году стал преподавателем истории и экономики в недавно образованном Квинслендском университете. Алкок проявлял интерес к экономике и общим исследованиям в области торговли и стоял у истоков образования Совета по коммерческим исследованиям. Его работа по организации курсов коммерческого образования привела к созданию в университете факультета коммерции в 1925 года, во главе которого встал он сам.
Алкок также был деканом факультета искусств с 1923 по 1938 год, председателем совета факультетов (позднее ― профессорского совета). Также был президентом Исторического общества Квинсленда.
Умер в 1948 году. У него оставались его жена Ольга и три дочери.

### Наследие
Алкок создал тысячи слайдов для волшебного фонаря. Считается, что он использовал их для иллюстрации своих лекций. В библиотеке Квинслендского университета ныне хранится более двух тысяч таких слайдов.